# Municipio de Cuenca

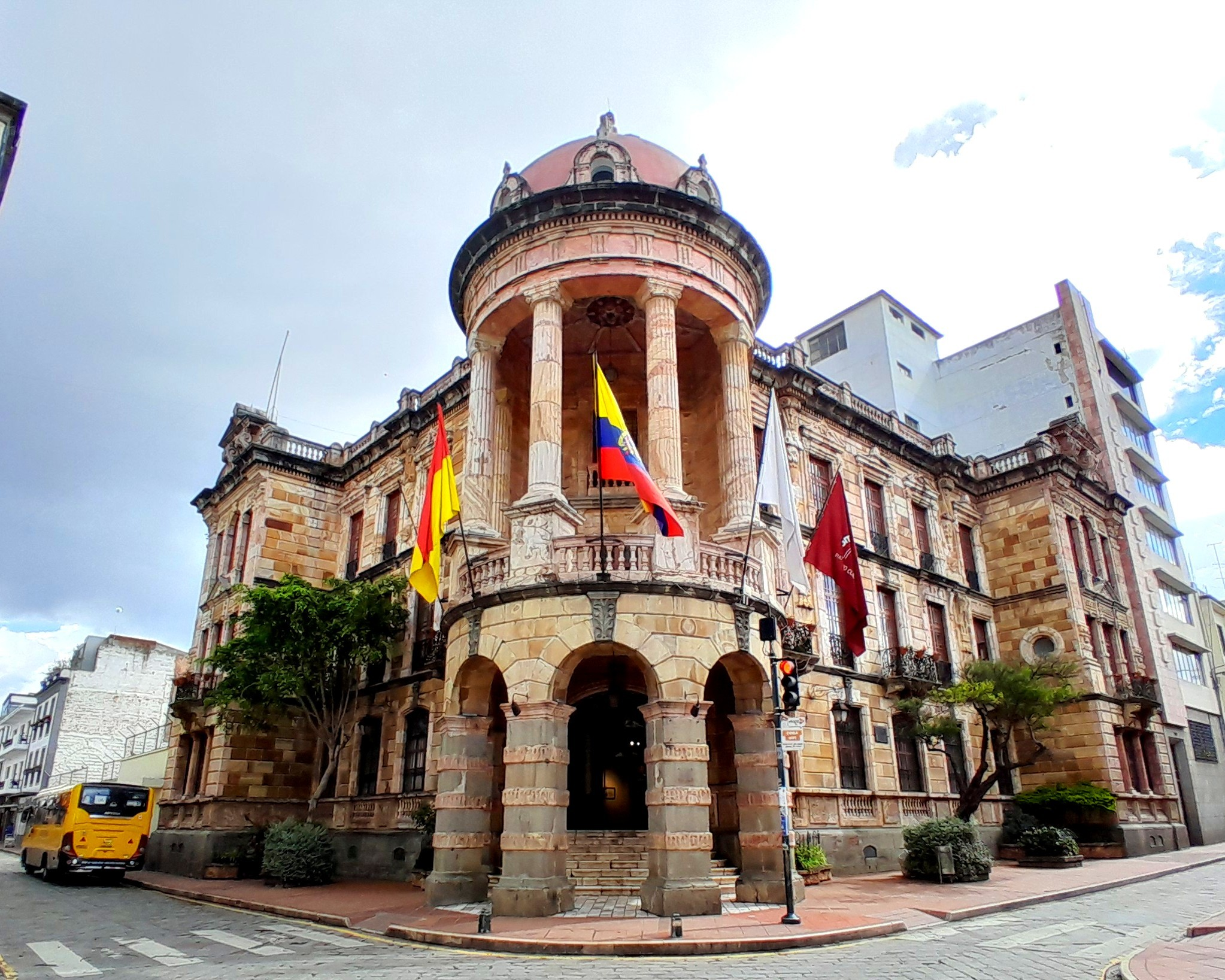
Edificio de la Alcaldía de Cuenca.

El Gobierno Autónomo Municipal Descentralizado del cantón Cuenca conocido como Alcaldía de Cuenca, Municipio de Cuenca o Municipalidad de Cuenca es el organismo ejecutivo municipal del cantón Cuenca, Ecuador. Está regida por el Concejo Cantonal de Cuenca y presidida por el alcalde, quien es la máxima autoridad administrativa y política del cantón. El primer alcalde por votación popular de la época republicana fue Luis Moreno Mora, quien se posesionó el 1 de diciembre de 1945.

## Competencias
La Alcaldía planifica el desarrollo cantonal y formula los planes de ordenamiento territorial de la ciudad y sus parroquias. Trabaja en asuntos de planeamiento urbanístico y uso de suelo, sistema de movilidad, obra pública, infraestructura, vialidad urbana. Presta servicios públicos de agua potable, alcantarillado, tratamiento de aguas residuales, manejo de desechos sólidos, saneamiento ambiental y programas de inclusión social. Preserva, mantiene y difunde el patrimonio arquitectónico, cultural y natural del Cantón. Tiene la competencia de crear, modificar o suprimir mediante ordenanzas, tasas y contribuciones especiales de mejoras.

## El alcalde
La Constitución Política de la República del Ecuador encarga al alcalde de cada cantón, la autoridad de administración acompañado de un Concejo Cantonal, del cual formará parte, lo presidirá y tendrá voto dirimente. También puede formar parte del Consejo Provincial como miembro, aunque puede nombrar representante a un Concejal Cantonal.
En el Ecuador, el alcalde es el jefe del poder ejecutivo de un municipio y su máximo representante. Es elegido por sufragio democrático directo por un periodo de cuatro años, con posibilidad de reelección. El alcalde de Cuenca para el periodo 2023-2027 es Cristian Zamora, quien ocupa el cargo desde el 15 de mayo de 2023. La sede de la Alcaldía de Cuenca se encuentra en el centro histórico de la ciudad.

## El vicealcalde
El vicealcalde es la segunda máxima autoridad administrativa y política de la ciudad. Es elegido mediante una votación de los miembros del Concejo Cantonal y no a nivel popular como el alcalde, por un período de cuatro años.

## Concejo Cantonal de Cuenca
El Concejo Municipal de Cuenca está integrado por 16 miembros elegidos democráticamente a través del voto ciudadano: el alcalde y 15 concejales entre quienes se elige el vicealcalde. Es el órgano legislativo encargado de proponer, aprobar y modificar ordenanzas dentro del cantón Cuenca. 
- Anexo:Miembros del Concejo Cantonal de Cuenca 2023-2027
- Anexo:Labor Legislativa y Fiscalización del Concejo Cantonal de Cuenca 2023-2027

Sus integrantes son: 
| Cargo              | Cargo                                     | Alcalde                         | Partido | Partido | Bancada                         | Vicealcalde                       | Partido | Partido | Bancada                         |
| ------------------ | ----------------------------------------- | ------------------------------- | ------- | ------- | ------------------------------- | --------------------------------- | ------- | ------- | ------------------------------- |
| Función Ejecutiva  | Función Ejecutiva                         | Cristian Zamora Matute          |         | ID      | ¡Atrévete! Juntos por el Cambio | Marisol Peñaloza Baculima         |         | DSÍ     | Hagámoslo con Shungo            |
| Distrito           | Distrito                                  | Concejal Principal              | Partido | Partido | Bancada                         | Concejal Alterno                  | Partido | Partido | Bancada                         |
| Concejales Urbanos | Distrito Urbano Sur (Circunscripción 1)   | Mónica Pesántez Chalco          |         | RC      | RC                              | Xavier Vidal Barrera              |         | RC      | RC                              |
| Concejales Urbanos | Distrito Urbano Sur (Circunscripción 1)   | Román Carabajo Alvear           |         | RC      | RC                              | Karina Montero                    |         | RC      | RC                              |
| Concejales Urbanos | Distrito Urbano Sur (Circunscripción 1)   | Jimmy Flores Galán              |         | ID      | ¡Atrévete! Juntos por el Cambio | Catalina Reyes                    |         | ID      | ¡Atrévete! Juntos por el Cambio |
| Concejales Urbanos | Distrito Urbano Sur (Circunscripción 1)   | Gabriela Brito Andrade          |         | MNG     | MNG                             | Wolfram Bolívar Palacio Baus      |         | MNG     | MNG                             |
| Concejales Urbanos | Distrito Urbano Sur (Circunscripción 1)   | Federico Guzmán Paute           |         | MUPP    | Hagámoslo con Shungo            | María Isabel Vásconez Gomezcoello |         | DSÍ     | Hagámoslo con Shungo            |
| Concejales Urbanos | Distrito Urbano Norte (Circunscripción 2) | Iván Teodoro Abril Mogrovejo    |         | RC      | RC                              | María Paula Pesantez Ordóñez      |         | RC      | RC                              |
| Concejales Urbanos | Distrito Urbano Norte (Circunscripción 2) | Gustavo Valencia Vintimilla     |         | ID      | ¡Atrévete! Juntos por el Cambio | Alexandra Aguirre                 |         | ID      | ¡Atrévete! Juntos por el Cambio |
| Concejales Urbanos | Distrito Urbano Norte (Circunscripción 2) | Diana González Arteaga          |         | MNG     | MNG                             | Fredy Marcial Vasquez Arce        |         | MNG     | MNG                             |
| Concejales Urbanos | Distrito Urbano Norte (Circunscripción 2) | Xavier Bermúdez López           |         | DSÍ     | Hagámoslo con Shungo            | María Peñafiel                    |         |         | Hagámoslo con Shungo            |
| Concejales Urbanos | Distrito Urbano Norte (Circunscripción 2) | Jenny Bermeo Mejía              |         | CREO    | Azuay Ya                        | Juan Vanegas Vintimilla           |         | CREO    | Azuay Ya                        |
| Concejales Rurales | Distrito Rural                            | Manuel Alvarado Iñamagua        |         | RC      | RC                              | Nube Sotamba Angulo               |         | RC      | RC                              |
| Concejales Rurales | Distrito Rural                            | Mercedes del Rocío Juca Salazar |         | ID      | ¡Atrévete! Juntos por el Cambio | Juan Diego Jara Romero            |         | ID      | ¡Atrévete! Juntos por el Cambio |
| Concejales Rurales | Distrito Rural                            | José Fajardo Sánchez            |         | MNG     | MNG                             | Valentina Montenegro Monsalve     |         | MNG     | MNG                             |
| Concejales Rurales | Distrito Rural                            | Marisol Peñaloza Baculima       |         | DSÍ     | Hagámoslo con Shungo            | Gustavo Barros Zari               |         | MUPP    | Hagámoslo con Shungo            |
| Concejales Rurales | Distrito Rural                            | Paúl Pañi Sasaguay              |         | RETO    | Azuay Ya                        | Katherine Soliz Farfán            |         | RETO    | Azuay Ya                        |

## Lista de alcaldes de Cuenca
A continuación se enlistan los seis últimos alcaldes de Cuenca:
| Período             | Alcalde                  |
| ------------------- | ------------------------ |
| 1992-1996           | Xavier Muñoz Chávez      |
| 1996-2000 2000-2005 | Fernando Cordero Cueva   |
| 2005-2009           | Marcelo Cabrera Palacios |
| 2009-2013           | Paúl Granda López        |
| 2014-2019           | Marcelo Cabrera Palacios |
| 2019-2023           | Pedro Palacios Ullauri   |
| 2023-presente       | Cristian Zamora Matute   |

## Municipio
El municipio es un organismo que está conformado por varias comisiones de distintas naturalezas.
- Áreas históricas y patrimoniales
- Avalúos, catastros y estadísticas
- Delegados a empresas
- Desarrollo Económico y Turismo
- Desarrollo Rural y comunitario
- Educación y cultura
- Finanzas y presupuestos
- Fiscalización
- Igualdad, Género e inclusión social
- Infraestructura y obras públicas
- Legislación Municipal
- Medioambiente
- Migración
- Movilidad, Tránsito y Transporte
- Participación ciudadana, Transparencia y Gobierno Electrónico
- Planeamiento, Urbanismo y Centro Histórico
- Promoción de Vivienda
- Salud Pública
- Seguridad y Convivencia ciudadana
- Servicios Públicos